# Philip Kim (Physiker)

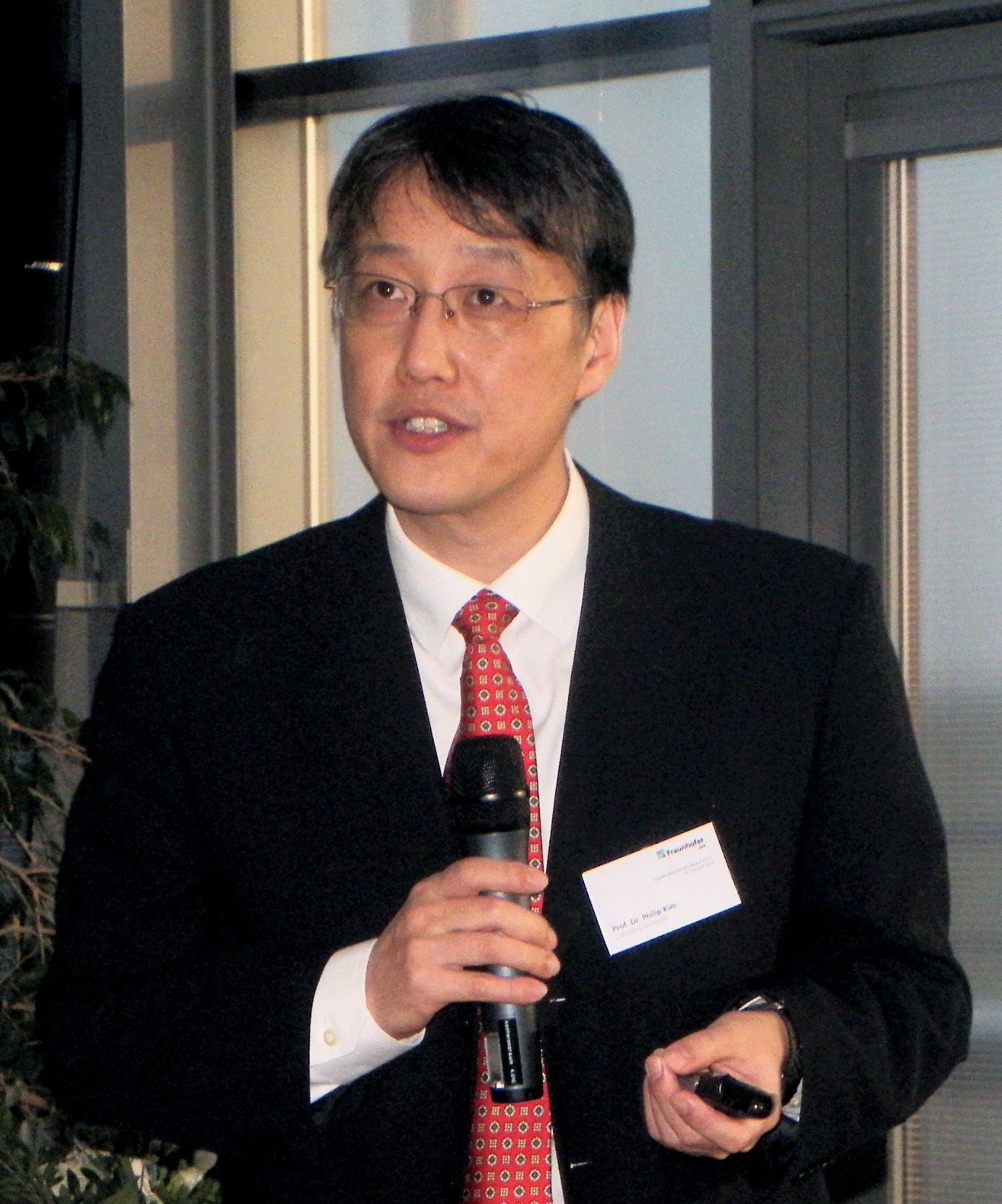
Philip Kim

Philip Kim (* 1968 in Seoul) ist ein südkoreanischer experimenteller Festkörperphysiker, der sich mit Graphen und allgemein zweidimensionalen Nanostrukturen befasst.
Kim studierte an der Seoul National University mit dem Bachelor-Abschluss 1990 und dem Master-Abschluss 1992 und wurde 1999 bei Charles M. Lieber an der Harvard University in Angewandter Physik promoviert (Fundamental properties and applications of low-dimensional materials). Als Post-Doktorand war er bis 2001 Miller Research Fellow an der University of California, Berkeley, und danach an der Columbia University. Ab 2014 war er Professor an der Harvard University.
Er untersuchte elektrische, thermische und thermoelektrische Eigenschaften des Elektronentransport in niedrigdimensionalen mesoskopischen Festkörperstrukturen und insbesondere in Graphen. Seine Gruppe untersucht aber auch organische und anorganische Nanodrähte, zweidimensionale mesoskopische Kristalle und einzelne organische Moleküle auf elektronische Eigenschaften.
1999 demonstrierte er mit Lieber elektrostatisch kontrollierte Kohlenstoff-Nanoröhren (ein NEMS) und 2005 elektrische Messungen an dünnen Graphitfilmen mit einem Rasterkraftmikroskop und beobachtete den Quanten-Hall-Effekt (QHE) in Graphen unabhängig von Andre Geim und 2007 fand er den QHE in Graphen mit Geim auch bei Raumtemperatur. 2007 fand er eine Bandlücke für Elektronentransport in lithographisch erzeugten Mustern von Graphen (Nano-Rippen) was die Aussicht auf die Verwendung elektronischen Schaltern und Verstärkern mit Graphen eröffnete. 2009 stellte er Graphen-Filme mit CVD her. Ebenfalls 2009 demonstrierte er mit Horst Störmer den fraktionalen QHE in Graphen.
2008 erhielt Kim den Ho-Am-Preis und 2014 den Oliver E. Buckley Condensed Matter Prize für die Entdeckung ungewöhnlicher elektronischer Eigenschaften von Graphen (Laudatio). Er erhielt den Dresden Barkhausen Award und den IBM Faculty Award. 2017 hielt er die Van Vleck Lecture und 2020 wurde Kim in die American Academy of Arts and Sciences gewählt. 2023 wurde er mit einer Benjamin Franklin Medal (Franklin Institute) ausgezeichnet und zum Mitglied der National Academy of Sciences gewählt.
Zu seinen Doktoranden gehört Andrea Young.

## Schriften
- mit A. Geim: Carbon Wonderland, Scientific American, Band 298, 2008, Heft 4
- mit C. M. Lieber: Nanotube nanotweezers, Science, Band 286, 1999, S. 2148–2150
- mit Y. Zhang, J. P.  Small, W. V. Pontius: Fabrication and electric-field-dependent transport measurements of mesoscopic graphite devices, Applied Physics Letters, Band 86, 2005, S. 073104.
- mit Y. Zhang, Y.-W. Tan, H. L. Stormer: Experimental observation of the quantum Hall effect and Berry's phase in graphene, Nature, Band 438, 2005, S. 201–204.
- mit K. S. Novoselov, Z. Jiang, Y.  Zhang, S. V. Morozov, H. L. Stormer, U. Zeitler, U. Maan, G. S.  Boebinger, A.  Geim: Room-Temperature Quantum Hall Effect in Graphene, Science, Band 315, 2007, S.  1379.
- mit M. Y. Han, B. Özyilmaz, Y. Zhang: Energy Band-Gap Engineering of Graphene Nanoribbons, Physical Review Letters, Band 98, 2007, S. 206805.
- mit anderen: Large-scale pattern growth of graphene films for stretchable transparent electrodes, Nature, Band 457, 2009, S. 706–710.
- mit K. I. Bolotin, F. Ghahari, M. D. Shulman, H. L.  Stormer: Observation of the fractional quantum Hall effect in graphene, Nature, Band 462, 2009, S. 196–199.